# Voci (romanzo)
Voci è un romanzo giallo del 1994 di Dacia Maraini, vincitore del Premio Napoli. Il libro è stato tradotto in numerose lingue, tra cui il turco, il greco moderno e il giapponese. Da questo libro è stato liberamente tratto l'omonimo film del 2001.

## Trama
Michela Canova è una giornalista radiofonica impiegata presso Radio Italia viva, emittente privata di Roma. Una notte, tornando da un corso sostenuto a Marsiglia, Michela scopre che la sua vicina di appartamento, Angela Bari, è stata uccisa con venti coltellate e non c'è traccia dell'assassino, al quale ha probabilmente aperto la porta lei stessa. Il giorno dopo, il direttore chiede a Michela di allestire un programma sugli omicidi rimasti insoluti, così la giovane comincia a raccogliere il materiale, partendo dal caso della sua povera vicina.
Il mestiere di Michela è basato sull'ascoltare le particolarità delle voci, come fossero estranee ai corpi da cui sono prodotte. Perciò mentre fa ricerche, intervista persone o risponde alla radio agli ascoltatori, Michela si è abituata a chiedersi quale messaggio lancia la voce al di là delle parole. Pur non avendo mai conosciuto la sua vicina Angela Bari, aveva notato che ogni sera si rinchiudeva in casa con molto strepito di serrature, eppure questo non le aveva salvato la vita.
Nelle settimane seguenti, Michela fa amicizia con un commissario di polizia, Adele Sòfia, donna poliedrica, la quale fornisce alla giornalista pacchi di schede su delitti insoluti. In grandissima parte, questi delitti riguardano donne e bambine. Su Angela Bari invece, Michela va a intervistare tutti quanti hanno avuto a che fare con lei, ma più volte rischia di ostacolare il lavoro di Adele, senza volerlo. La madre di Angela, la sorella Ludovica, il fidanzato Giulio Carlini e il convivente di Ludovica sono ascoltati da Michela; mentono tutti, ma le menzogne sono scoperte in seguito, mettendo a confronto le testimonianze, e purtroppo tutti hanno voci veritiere, in quanto credono in ciò che dicono.
A complicare le cose ci si mette una prostituta che si fa chiamare Sabrina, ma il cui nome vero è Carmelina. Mitomane, asserisce che Angela ha tentato la prostituzione, sotto lo stesso protettore, tale Nando Pepi. La pista sembra promettente e Sabrina-Carmelina viene arrestata in via cautelare, in attesa di catturare Nando. Però la donna si impicca in carcere. E poiché il Pepi era entrato di notte in casa di Angela ed era stato visto da Michela, il giorno del funerale di Sabrina, Pepi si avvicina a Michela e le consegna una cassetta; dice poi che sparirà.
La cassetta contiene alcune favole raccontate da Angela, per farle avere a Michela. La giornalista scopre così la voce della sua vicina, quanto alle favole, sono tutte incentrate su un re che aveva una figlia. Per il resto abbondano di particolari macabri e atroci. Michela deve per forza chiedersi cosa significhi tutto ciò e perché mai il Pepi abbia rischiato l'arresto per procurarle quella cassetta. Proprio mentre le indagini sembravano a un punto morto, si scopre una macchia di sangue in cui c'è il DNA di una seconda persona, oltre a quello di Angela. Tutti vengono sottoposti ad un esame, anche Pepi che nel frattempo è stato fermato; nessuno di loro è la persona che si cerca.
Michela riflette: ha un ragazzo che si trova in Angola, ma era a Roma la sera del delitto. Ora si comporta come uno che vuole sparire. Inoltre Angela aveva avuto in passato un patrigno che si era comportato come un padre esemplare con lei e Ludovica. Questo signore, Glauco Elia, secondo gli atti, era all'ospedale ad assistere al parto della sua ultima moglie. Ossessionata dalla voce di Angela e dal contenuto delle fiabe sulla cassetta, Michela va ad informarsi su questa nascita e scopre che, in realtà, era avvenuta nel corso della serata precedente e la bambina risultava nata qualche minuto dopo mezzanotte, per cui le date coincidevano, ma non le ore.
Prima di questa scoperta (subito comunicata ad Adele Sòfia) in una visita al patrigno di Angela si svela a Michela un nuovo, inquietante scenario. Glauco Elia, scultore, sta modellando un nudo lascivo di Angela, ma asserisce che si tratta della sua giovane moglie. E la voce dell'uomo, ancora una volta, ha dei toni non in armonia con le parole che dice. Ormai si deve chiarire il suo ruolo nella vicenda, ma resta a Michela il tarlo del suo Marco, che conosceva Angela e che si sottrae ad ogni controllo, e proprio per ciò la polizia cerca anche lui. Nella vertigine dei giorni che passano, Michela riceve un'altra cassetta e stavolta c'è una specie di confessione di Elia, condita di menzogne e verità, di affermazioni incredibili e di implorazioni ad essere creduto. Accusato da Ludovica di aver abusato di entrambe le figliastre, conta sulla labilità di Ludovica, che a sua volta implora di essere creduta.
Michela consegna anche questa cassetta ad Adele e si tiene tutti i suoi rovelli. La commissaria si sente, giustamente, poco propensa all'indulgenza verso la giornalista che sembra divenuta il confessore di troppi sviati. Finché a sera, con una telefonata, Adele avverte Michela che Glauco Elia si è tolto la vita, che il sangue era suo, che va fatto un esame anche a Marco, per chiudere rigorosamente il caso. E, poiché Michela nel frattempo è rimasta senza lavoro e non ha certezze per l'avvenire, la commissaria le suggerisce di affidare a un libro il frutto delle sue esperienze. Chiedendosi se potrà continuare con Marco, Michela riflette sull'incoraggiamento a scrivere.

## Edizioni
In lingua italiana
- Dacia Maraini, Voci, Rizzoli, Milano 1994.
- Dacia Maraini, Voci, (coll. BUR contemporanea), Rizzoli, 2019.

in altre lingue (parziale)
- Giapponese: Voci (Koe), Chuokoron-sha, Tokio 1996
- Francese: Voix, trad. di Alain Sarrabayrouse, Le Grand livre du mois, Paris 1996
- Greco moderno: Voci, Psichogios publications, Atene 1997
- Inglese: Voices, Serpent's Tail, London 1997
- Rumeno: Voci, trad. Gabriela Lungu, Paralela, Pitesti 2003
- Danese: Stemmer, (Audiolibro) Danmarks Blindebibliotek, Kbh. 2002
- Turco: Sesler = Voci, Inkılap, İstanbul 2002.
- Tedesco: Stimmen Roman, Piper München Zürich 2003
- Spagnolo: Voces, Herce Madrid 2008.

## Opere derivate
Nel 2001, dal romanzo è stato tratto un film omonimo, per la regia di Franco Giraldi, con Valeria Bruni Tedeschi (nella parte di Michela) e Gabriele Lavia (nel ruolo di Glauco).